# دي 51
دي 51 هي فرقة ديو بوب يابانية تأسست في سنة 2003، وهي متكونه من يو أويزاتو وياسوهيدي يوشيدا. اشتهروا بأغنية No more cry في سنة 2005. غنوا أغنية Brand New World الخاصة بافتتاحية أرك إينيس لوبي في أنمي ون بيس، قاموا بإنتاج ثماني ألبومات وحققت أغانيهم مبيعات كبيرة.

## روابط خارجية
- دي 51 على موقع ميوزك برينز (الإنجليزية)